# Liste der Monuments historiques in Bourbriac
Die Liste der Monuments historiques in Bourbriac führt die Monuments historiques in der französischen Gemeinde Bourbriac auf.

## Liste der Bauwerke
| Bezeichnung                          | Beschreibung | Standort         | Kennzeichnung | Schutzstatus | Datum | Bild           |
| ------------------------------------ | ------------ | ---------------- | ------------- | ------------ | ----- | -------------- |
| Wegekreuz                            |              | Danouët (Lage)   | PA00089032    | Inscrit      | 1964  | weitere Bilder |
| Manoir du Lézard                     | Herrenhaus   | (Lage)           | PA00089036    | Inscrit      | 1926  | weitere Bilder |
| Kirche St-Briac                      |              | (Lage)           | PA00089035    | Classé       | 1907  | weitere Bilder |
| Dolmen von Kerivole                  |              | (Lage)           | PA00089034    | Classé       | 1914  |                |
| Dolmen                               |              | Tanouédou (Lage) | PA00089033    | Classé       | 1889  |                |
| Croix de calvaire de Saint-Houarneau | Kreuz        | (Lage)           | PA00089031    | Inscrit      | 1964  | weitere Bilder |
| Kapelle von Saint-Houarneau          |              | (Lage)           | PA00089030    | Inscrit      | 1964  | weitere Bilder |
| Kapelle Notre-Dame du Danouët        |              | (Lage)           | PA00089029    | Inscrit      | 1964  | weitere Bilder |

## Liste der Objekte

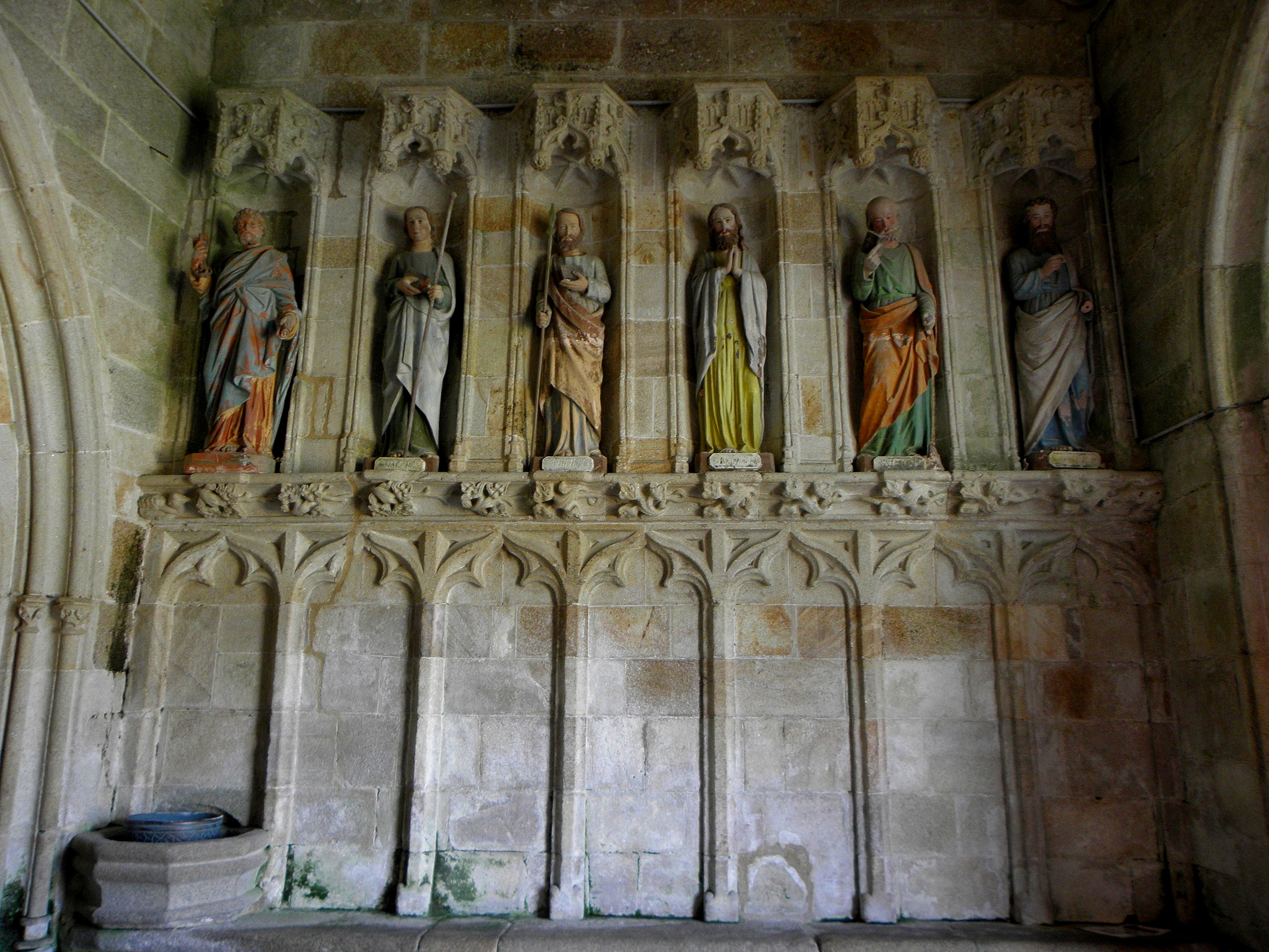
Apostelfiguren am Eingang zur Kirche St-Briac

- Monuments historiques (Objekte) in Bourbriac in der Base Palissy des französischen Kultusministeriums